# Hans-Martin Zöllner
Hans-Martin Zöllner (geboren 1947) ist ein Schweizer Psychologe und Sachbuchautor.

## Leben
1972 promovierte Zöllner an der Universität Zürich, der Titel seiner Dissertation lautete Die Aspektvielfalt der seelischen Welt: Nietzsches Bedeutung für die Psychologie.
Zöllner war Präsident der Schweizer Vereinigung Klinischer Psychologen und Leiter des Psychologischen Dienstes der Psychiatrischen Universitätsklinik zu Zürich.
1992 wurde er mit dem Anerkennungspreis der Dr. Margrit Egnér-Stiftung geehrt. Seit 1997 gehört er deren Stiftungsrat an.
Im März 1969 heiratete Zöllner Ulrike Breusch, die bis 2012 Hochschullehrerin an der ZHAW in Zürich war und ebenfalls als Sachbuchautor tätig ist. Das Paar lebt in St. Gallen und hat zwei gemeinsame Kinder.

## Publikationen (Auswahl)
- Baumzeichnung als Spiegel der leidenden Seele. Königshausen & Neumann, 2004, ISBN 978-3-8260-2717-8 (eingeschränkte Vorschau).
- Beurteilen und Behandeln in der klinischen Psychologie. Verlag Ferdinand Enke, Stuttgart 1980, ISBN 978-3-432-91251-6.
- Havarie. Anamnestischer Bericht in ausreichend ermüdenden und schwer auf(f)liegenden Überbelichtungen. Verlag Die Blaue Eule, Essen 1999, ISBN 978-3-89206-836-5.
- Orka. Bilder eines guten Ortes. Guido Pressler Verlag, 1988, ISBN 978-3-87646-061-1.
- Psychiatrie in Lebens- und Leidensgeschichten. Verlag Ferdinand Enke, Stuttgart 1997, ISBN 978-3-432-27561-1.
- Unter einer dünnen Haut von Wirklichkeit… : 20 surreale Geschichten. Nebelspalter-Verlag, Rorschach 1985, ISBN 978-3-85819-070-3.